# Stenocrates mollis
Stenocrates mollis är en skalbaggsart som beskrevs av S. Endrödi 1966. Stenocrates mollis ingår i släktet Stenocrates och familjen Dynastidae. Inga underarter finns listade i Catalogue of Life.